# Philosophie pratique
 (septembre 2016).
Améliorez-le ou discutez des points à vérifier. 
La philosophie pratique est la branche de la philosophie qui a pour objet les actions et activités des hommes. Elle inclut classiquement la philosophie morale, la philosophie politique ; et depuis Kant, la philosophie du droit.

## Fin et nature
La fin fondamentale et ultime de la philosophie pratique est le bien-vivre ou bonheur (l'épanouissement). Elle ne porte donc pas sur des problèmes spécifiquement théoriques ou sans intérêt pour notre action et pour notre vie. Ce point est important car cela explique pourquoi la philosophie pratique depuis Aristote comporte la philosophie morale et la philosophie politique car aux yeux de ce penseur grec classique tout comme à ceux de ses successeurs la question de l'épanouissement, du bien être social (eudaïmonia) ne peut être mise au point que par une philosophie morale qui s'adresserait uniquement à l'individu en tant que partie de la totalité (L'État Cité grec). C'est  en effet par une réflexion qui prendrait en compte la cité et qui plus particulièrement s'intéresserait à la constitution d'un cadre politique adéquat que l'épanouissement (eudaïmonia) est possible pour l'individu. Pour Platon dans la République par exemple l'épanouissement (eudaimonia) ne peut être atteint que par le philosophe dans une "cité" (polis) bien ordonnée, c'est-à-dire organisée harmonieusement, de telle sorte que la nature de l'homme se trouve pleinement réalisée dans cette société (polis) harmonieuse, bien organisée. La même chose vaut pour Aristote qui indique clairement dès le début de l’Éthique à Nicomaque que son traité appartient également à la philosophie politique car la question du bonheur ne relève en aucun cas selon lui d’une quelconque éthique individuelle.

## La rationalité pratique
La philosophie pratique est inséparable de la conceptualisation d'une forme particulière de rationalité, la rationalité pratique. Cette rationalité se caractérise avant tout par le fait qu'elle est certes savoir, connaissance mais une connaissance fondée sur un savoir. La forme la plus ancienne de rationalité pratique est incontestablement le concept de sagesse ou plus précisément de sophia. Être sage c’est-à-dire « sophos » voulait en effet dire posséder un savoir qui était la clé du bonheur et du bien-vivre. Pour Platon par exemple posséder la sagesse ou « sophia » ce n’était pas simplement connaître des règles empiriques pour vivre heureux. La sophia se fait chez lui-même science qui exige un parcours d’étude particulièrement long. 

## Nouvelles pratiques philosophiques
En France dans le courant des années 1990 sont apparues des activités nouvelles d’une philosophie « hors les murs » dans des cafés-philo de passionnés et avec des ateliers de philosophie animés par des enseignants dans des écoles primaires ou pour adultes dans des lieux de rencontre. Apparaît aussi une pratique visant une démarche thérapeutique où l’étude de textes de philosophes réalise une forme de psychothérapie. Cette forme de thérapie aura un fort succès en Italie où une formation de Master est créé à l’Université de Venise. Puis des philosophes non-académiques vont également proposer aux organisations, entreprises ou associations caritatives, des missions de conseil visant à questionner les pratiques de celles-ci, le sens du vocable qu’elles emploient, et la raison d’être des gens qui y travaillent.
En 1996, Jacques Lévine fonde les Ateliers philosophie avec une institutrice de maternelle, Agnès Pautard, et un inspecteur de l’Éducation Nationale, Dominique Sénore. Ces ateliers se déroulent pendant le temps scolaire, dans des classes maternelles et élémentaires, parfois en collège. Ils sont caractérisés par le fait qu’il ne s’agit pas d’un enseignement de la philosophie, mais d’une préparation à la pensée philosophique.
La consultation philosophique thérapeutique fut conçue par Gerd B. Achenbach (de) en Allemagne en 1982. En France c’est Eugénie Vegleris qui la première lance cette activité en 1993. Les consultations peuvent être individuelles ou en groupe et cherchent à établir le sens des actions ou comportements des clients du philosophe, comme une démarche alternative aux psychothérapies classiques. Le philosophe s’appuie sur des citations d’ouvrages notables pour justifier ses analyses.
Le recours aux connaissances et savoir-faire philosophique de philosophes freelance suscite l’intérêt des entreprises qui créent même des postes permanents, souvent pour aborder les questions éthiques dans l’entreprise. Certains docteurs en philosophie comme Julia de Funès ou Laura Lange donnent des conférences sur la vie au travail. Quelques universités proposent des formations orientées philosophie et management (Sorbonne, UCLY, Grenoble).
Les philosophes indépendants proposent en général des ateliers de réflexion avec des modalités d’organisation qui varient de l’un à l’autre, chacun ayant son style, questionnant les participants sur un thème en vue de partager des avis, et leur exposant les doctrines notables sur le sujet.